# Rivière du Vent d'Ouest
Pour les articles homonymes, voir Vent (homonymie).
La rivière du Vent d'Ouest est un cours d'eau tributaire rive droite de la rivière Alluviaq  laquelle se déverse sur le littoral est de la baie d'Ungava. La rivière du Vent d'Ouest coule vers le sud-ouest, dans le territoire non organisé de la Rivière-Koksoak, situé dans le territoire du Kativik, dans la région administrative du Nord-du-Québec au Canada.

## Géographie
Les bassins versants voisins de la rivière du Vent d'ouest sont :
- côté nord : baie d'Ungava ;
- côté est : Labrador ;
- côté sud : rivière André-Grenier, rivière Alluviaq ;
- côté ouest : rivière Alluviaq, baie d'Ungava.

La "rivière du Vent d'Ouest" tire ses eaux d'un petit lac situé immédiatement à l'ouest de la ligne des crêtes des monts Torngat, à 40 km à l'ouest de la mer du Labrador. Ce petit lac (altitude : 842 m) situé du côté du Labrador coule seulement sur 250 m pour atteindre la frontière interprovinciale, et le reste de son cours sera dans le Nord-du-Québec. Ce lac est enclavé de sommets de montagnes dont l'un atteint 1 135 m d'altitude à 0,6 km du côté ouest.
Débutant tout près de la frontière Québec-Labrador, la rivière coule d'abord sur 7,3 km vers l'ouest en forte dénivellation dans une petite vallée encaissée, en traversant quatre petits lacs des monts Torngat jusqu'à la rencontre d'une petite décharge (venant du nord, altitude : 419 m) d'un lac rond (altitude : 618 m).
De là, la rivière descend sur 3,0 km  vers le sud, en traversant deux lacs (altitude : 388 m et 349 m). Puis la rivière continue son cours sur 19,7 km vers le sud-ouest au fond d'une vallée profonde comportant de nombreuses chûtes et rapides. En mi-parcours, la rivière passe du côté ouest d'un col de montagne (altitude : 219 m sur l'arête).
La rivière du Vent d'Ouest se déverse du côté est d'un coude de la rivière Alluviaq, à environ 10 km au sud-est du fjord Alluviaq. Long de 35 km, ce fjord rejoint vers le nord-ouest la baie d'Ungava.

## Toponymie
En 1956, l'appellation "rivière du Vent d'Ouest" (jadis désignée selon l'appellation anglaise "West Wind River") a été attribuée au cours d'eau par des arpenteurs effectuant des relevés topographiques dans cette région nordique de l'extrême nord du Québec. Ce toponyme évoque les forts vents venant surtout de l'ouest qui s'engouffrent régulièrement dans cette vallée encaissée de la rivière. Les travailleurs qualifient les vents ayant la force d'un ouragan, nuisant grandement à leurs travaux sur le terrain et au maintien du camp de base.
En passant par le fjord Alluviaq par la partie inférieure de la vallée de la rivière Alluviaq et par la rivière du Vent d'Ouest, le vent se dirigeant vers l'est se cherche un passage en traversant le principal col de montagne (altitude : 219 m sur une arête des monts Torngat) situé à la frontière Québec-Labrador. Le vent s’échappe du col vers l'est du côté du Labrador en tirant avantage de la vallée menant à une baie du littoral est de la mer du Labrador.
Le toponyme Rivière du Vent d'Ouest a été officialisé le 5 décembre 1968 à la Commission de toponymie du Québec.